# Cayetano Heredia
José Cayetano Heredia Sánchez (Catacaos, Piura, 5 de agosto de 1797-Miraflores, Lima, 10 de junio de 1861) fue un médico peruano. Fundador y primer decano de la Facultad de Medicina de San Fernando, en la Universidad de San Marcos, donde realizó una profunda reforma de los estudios médicos.

## Biografía

### Nacimiento e infancia
Nacido el 5 de agosto en Catacaos, en el actual departamento de Piura. En su testamento declaró ser hijo natural de Manuela Herrera y de padre no conocido. Pero en los registros del Colegio de Medicina, investigado por Carlos Enrique Paz Soldán, figura como hijo de Pablo Herrera y de Manuela Sánchez. De dicha información se puede deducir que el padre abandonó el hogar a poco de nacer Cayetano, por lo que este no llegó a conocerlo.
La pobreza que rodeaba a su familia lo motivó a viajar a Lima, en ese entonces centro de la enseñanza preparatoria y científica.

### Estudios
En Lima, bajo la protección de un fraile franciscano, aprendió gramática, elementos de latín, matemáticas y doctrina cristiana. Luego estudió latín y humanidades en el Colegio del Príncipe. Y cuando tenía 15 años, ingresó al Real Colegio de San Fernando (actual Facultad de Medicina Humana de la Universidad Nacional Mayor de San Marcos), donde fue recibido por el presbítero Fermín Goya, escogido por el entonces rector Hipólito Unanue para que sirviera de guía a las vocaciones médicas de la juventud peruana. Goya lo tomó bajo su protección y fue quien influyó mucho en el destino del joven Cayetano.
En junio de 1819 fue nombrado ecónomo del colegio. En diciembre de 1822 fue reconocido como pasante en Medicina. En enero de 1823 fue designado disector de anatomía, y en tal calidad le tocó practicar la autopsia del prócer José Faustino Sánchez Carrión.
En marzo de 1823 se graduó de bachiller en Artes, y en agosto del mismo año, de bachiller en Medicina. En octubre de 1825 se encargó de la cátedra de Artes (en la Universidad de San Marcos) que luego se transformó en clínica externa.
El 7 de agosto de 1826 se recibió de "Profesor de Medicina" (título profesional de los médicos de la época), ante el Tribunal del Protomedicato, que presidía el doctor Miguel Tafur.

### Carrera
Heredia sirvió como enfermero de cirugía en el Hospital de Santa Ana. Si bien rehuyó participar en política, no se excusó de servir en lo que atañía a su profesión, sirviendo en las campañas de la Independencia del Perú y de los primeros años de la República, y obteniendo el cargo de cirujano e inspector general de hospital militar.
En 1834, bajo el gobierno del presidente Luis José de Orbegoso, fue nombrado inspector general de Hospitales y rector del Colegio de la Independencia.  En este último, que era el antiguo Colegio de Medicina  de San Fernando rebautizado, encontró vasto campo dónde ejercitar sus intenciones y realizarlas con provecho, pero encontró una serie de inconvenientes: escasez de fondos, alumnos sin medios de subsistencia, etc.  Ejerció el rectorado hasta 1839, en lo que sería su primer periodo.
En 1842, bajo el gobierno de Francisco de Vidal, volvió a ser rector del Colegio de Medicina; este segundo periodo se extendió hasta 1856. En 1843 fue nombrado Protomédico General, siendo el último que tuvo dicho cargo en el Perú, pues el tribunal del Protomedicato desapareció el 30 de diciembre de 1848 y fue reemplazada por la junta directiva de medicina.
Desde 1843, y desde los altos cargos que ocupaba, se abocó en reorganizar y modernizar el Colegio de Medicina, para poner las ciencias que allí se estudiaban al nivel de los adelantos de Europa y principalmente de la escuela francesa.  Gestionó la contratación de renombrados profesores, como los italianos Antonio Raimondi, José Éboli y Manuel Solari, y el español Sebastián Lorente. Estableció gabinetes de física y de historia natural; creó el museo de anatomía patológica; organizó biblioteca, a la que enriqueció con su valiosa colección privada.  A muchos de sus alumnos con evidentes dotes intelectuales, los envió a Europa para que perfeccionasen sus estudios, con dinero del propio Heredia, ya que el colegio no contaba con los medios necesarios. Todos ellos se convirtieron después en maestros de medicina, entre los que figuraban José Casimiro Ulloa, Francisco Rosas, Rafael Benavides y José Pro.
Cuando, durante el segundo gobierno de Ramón Castilla, se decretó la reforma educativa, Heredia sometió el proyecto del Reglamento de Instrucción a la Junta de profesores del Colegio de Medicina. En febrero de 1856 elevó un informe al gobierno, modificando el proyecto en lo que consideró necesario. El 9 de septiembre de 1856 el gobierno expidió el reglamento orgánico para la Facultad de Medicina de la Universidad de San Marcos, y el 6 de octubre de 1856 aprobó con ligeras modificaciones el informe enviado por Heredia.
Así nació la Facultad de Medicina, instalada en el antiguo local de la plaza Santa Ana, siendo nombrado Heredia como su primer decano, iniciando al poco tiempo los cursos. Ejerció esa función hasta abril de 1860, cuando lo reemplazó el doctor Miguel Evaristo de los Ríos.

### Fallecimiento
Heredia dejó de existir el lunes 10 de junio de 1861 a las 9 de la noche, en el balneario de Miraflores, a la edad de 64 años.
Sobre el sepelio, Manuel Atanasio Fuentes contó lo siguiente:

"El cadáver del Dr. Heredia (cosa por primera vez vista en Lima), fue conducido en hombros, por los estudiantes, de la casa mortuoria al templo y de ahí al cementerio general seguido de un numeroso cortejo a pie. En la última mansión de los restos humanos, se pronunciaron discursos y se derramaron no las lágrimas que arranca a todo hombre el espectáculo del sepulcro, sino las que derrama el corazón comprimido por un acerbo dolor".

El diario El Comercio de Lima  publicó un magnífico elogio fúnebre (reproducido en el libro de Carlos Enrique Paz Soldán): 

"La ciencia y la juventud, decía, están de duelo: a las 9 de la noche del lunes (10 de junio) falleció el Dr. Cayetano Heredia, antiguo Protomédico de la República y primer Decano de la facultad de Medicina"…

"La guerra tiene sus héroes que de ordinario hacen pagar a bien caro precio los honores que los pueblos les prodigan. En la vida pública de vez en cuando descuellan grandes ciudadanos que impulsan la civilización y ensanchan la libertad. La ciencia también encuentra una que otra vez sacerdotes egregios que se consagran a su culto. Pero la suerte que corren los que en todas esas esferas llaman nuestra atención, difiere de una manera esencial"…

"Consagrado desde su juventud a la más útil de las profesiones, a la que aprovecha el concurso de todas las ciencias, la Medicina, cuando por su aventajada inteligencia y constante consagración al estudio estuvo en aptitud de enseñar, se dedicó al profesorado y fue por veintidós años catedrático y rector del Colegio de la Independencia".

## Valoración

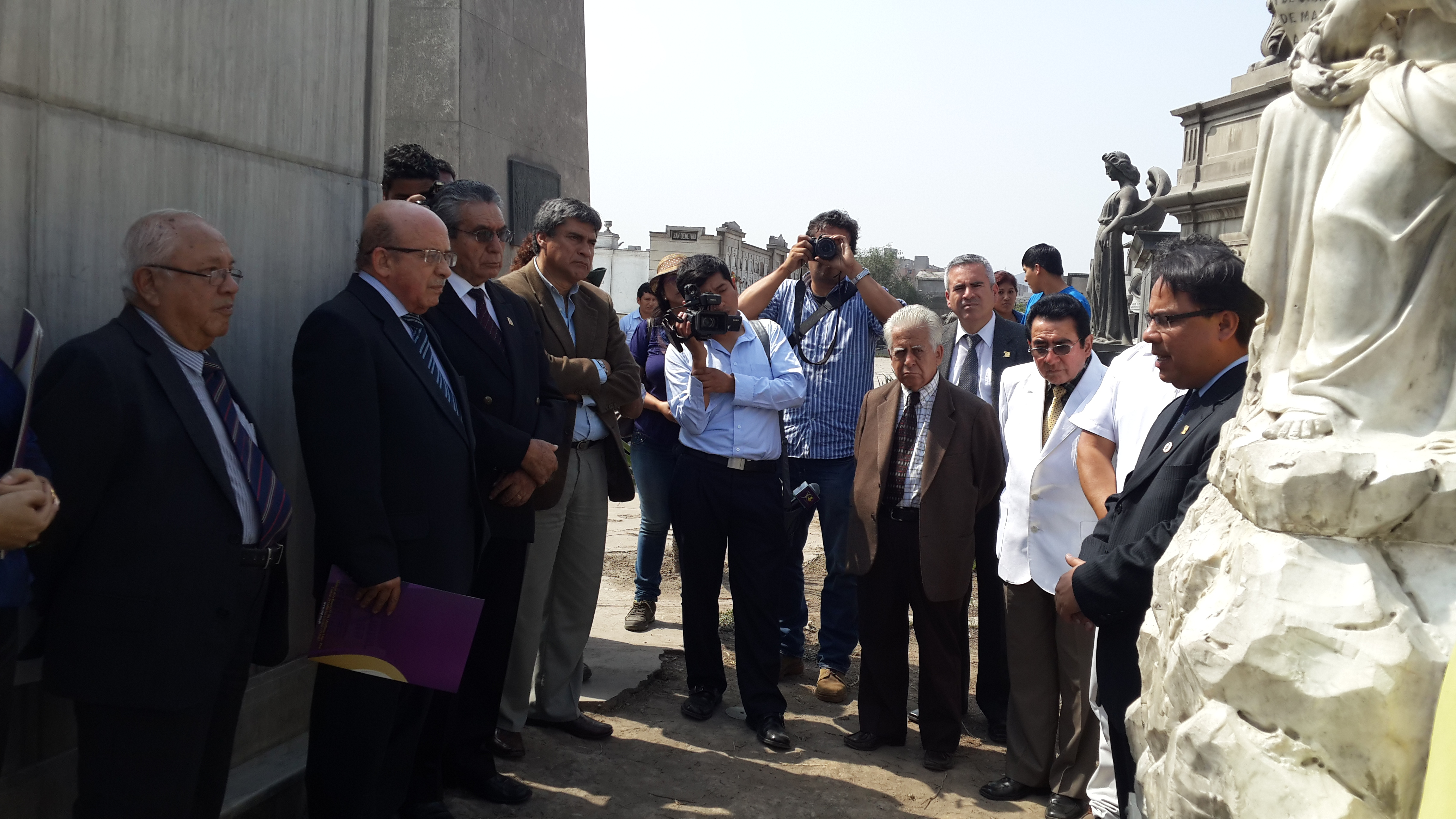
Romería en honor a Cayetano Heredia en su tumba del Cementerio Presbítero Maestro, organizada el 10 de junio de 2015, por el Comité de Educación Médica Continua del Colegio Médico del Perú, al conmemorarse los 154 años de su fallecimiento. Participaron muchas delegaciones universitarias incluida la Facultad de Medicina de San Fernando, de la Universidad de San Marcos.

El 22 de septiembre de 1961, docentes de medicina, alumnos de la clase alta limeña y estudiantes de la  Escuela de San Fernando, que no desearon participar en el tercio estudiantil de la facultad, crearon la Universidad Peruana Cayetano Heredia, recibiendo dicho nombre en su honor. Creada por iniciativa privada y sin fines de lucro, se dedica al área de ciencias de la salud, hoy es miembro del Consorcio de Universidades, siendo una de las más prestigiosas del país en dicho medio, junto a la Escuela de San Fernando, de la Universidad de San Marcos.
En 1968 se fundó en Lima el Hospital Nacional Cayetano Heredia en el distrito de San Martín de Porres. Inicialmente bajo el nombre de Hospital Nacional Centro de Salud Docente del Rímac, y como centro docente anexo a la Universidad Peruana Cayetano Heredia.